# Trošmarija
Trošmarija – wieś w Chorwacji, w żupanii karlowackiej, w mieście Ogulin. W 2011 roku liczyła 127 mieszkańców.
Przez miejscowość przebiega autostrada A1 oraz droga lokalna nr 34104.